# الجدل حول خطط الهجوم السوفيتية

تقسيم أوروبا في مايو 1941

الجدل حول الخطط الهجومية السوفيتية هو جدل بين المؤرخين حول ما إذا كان الزعيم السوفيتي جوزيف ستالين خطط لمهاجمة قوات المحور في أوروبا الشرقية قبل عملية بارباروسا. يتفق معظم المؤرخين على أن الاختلافات الجيوسياسية بين الاتحاد السوفياتي والمحور جعلت الحرب حتمية، وأن ستالين قام باستعدادات مكثفة للحرب واستغل الصراع العسكري في أوروبا لصالحه. قال فيكتور سوفوروف إن ستالين خطط لمهاجمة هتلر من الخلف بينما قاتلت ألمانيا الحلفاء، وكانت بارباروسا ضربة استباقية لهتلر. كتب العديد من المؤرخين استجابة لآراء سوفوروف. قام غابرييل غوروديتسكي وديفيد غلانتز بتأليف كتب تثبت مزاعمه. تلقى سوفوروف بعض الدعم من فاليري دانيلوف ويواكيم هوفمان وميخائيل ميلتيوخوف وفلاديمير نيفزين.

## خلفية
مباشرة بعد غزو المحور للاتحاد السوفياتي (خلال الحرب العالمية الثانية) أكد أدولف هتلر أن الجيش الأحمر السوفيتي قد استعد لحرب هجومية في أوروبا، وبالتالي برر الغزو الألماني كضربة وقائية. أبدى بعض قادة فيرماخت (بما في ذلك فيلهلم كايتل) هذا الرأي بعد الحرب العالمية الثانية.

## سوفوروف والثمانينات
نظر فلاديمير ريزون، وهو ضابط سابق في المخابرات العسكرية السوفيتية هرب إلى المملكة المتحدة، في هذا الادعاء في كتابه لعام 1987 بعنوان كاسحة الجليد: من بدأ الحرب العالمية الثانية تحت اسم مستعار فيكتور سوفوروف  ومرة أخرى في العديد من الكتب التالية. وقال إن القوات البرية السوفيتية كانت منظمة تنظيما جيدا وحشدت بشكل جماعي على طول الحدود الألمانية السوفيتية لغزو السوفياتي لأوروبا المقرر يوم الأحد، 6 يوليو 1941 لكنها كانت غير مستعدة للدفاع عن أراضيها.
كان أحد الأدلة التي قدمها سوفوروف لصالح نظرية الهجوم السوفيتي الوشيك هو ادعائه فيما يتعلق بالخرائط وكتب العبارات التي صدرت للقوات السوفيتية. الخرائط الطبوغرافية العسكرية، على عكس الإمدادات العسكرية الأخرى، محلية تمامًا ولا يمكن استخدامها في مكان آخر غير المنطقة التشغيلية المقصودة. يدعي سوفوروف زودت الوحدات السوفيتية مع خرائط ألمانيا والأراضي الألمانية المحتلة، وفراسيبوكس بما في ذلك الأسئلة حول كتيبة العاصفة ومكاتبها في الأراضي الألمانية. في المقابل، كانت خرائط الأراضي السوفيتية نادرة. والجدير بالذكر أنه بعد الهجوم الألماني، لم يعاقب الضابط المسؤول عن الخرائط، اللفتنانت جنرال MK كودريافتسيف، من قبل ستالين، الذي كان معروفًا بالعقوبات الشديدة بعد إخفاقه في الامتثال لأوامره. وفقا لسوفوروف، هذا يدل على أن كودريافتسيف كان يطيع أوامر ستالين، الذي ببساطة لم يكن يتوقع هجومًا ألمانيًا.
يقدم سوفوروف كدليل آخر على الجهد المكثف الذي بذله ستالين لإخفاء التعبئة العامة من خلال التلاعب بالقوانين التي تحدد سن التجنيد. وقد سمح ذلك لستالين بتوفير التوسعة الواسعة للجيش الأحمر. نظرًا لعدم وجود مسودة عسكرية عالمية في الاتحاد السوفيتي حتى عام 1939، من خلال سن المسودة العسكرية العالمية في 1 سبتمبر 1939 (تاريخ بدء الحرب العالمية الثانية)، وتغيير الحد الأدنى لسن الانضمام إلى الجيش الأحمر من 21 إلى 18، وضع ستالين آلية حققت زيادة هائلة في القوة العسكرية للجيش الأحمر.
سمح هذا القانون المحدد للتعبئة للجيش الأحمر بزيادة جيشه المكون من 1871.600 رجل في عام 1939 إلى 5,081,000 في ربيع عام 1941 تحت السرية لتفادي إزعاج بقية العالم. كما حاز على ثمانية عشر مليون من جنود الاحتياط. [بحاجة لمصدر] وكانت مدة الخدمة سنتين. وهكذا، وفقًا لأنصار هذه النظرية، كان على الجيش الأحمر الدخول في حرب بحلول 1 سبتمبر 1941 أو سيتعين عليه تسريح الجنود الذين جرى تجنيدهم.

### نقاط
نقاط سوفوروف الرئيسية تشمل ما يلي:
- كان الاتحاد السوفيتي غير مستقر في جوهره. كان عليه أن يتوسع من أجل البقاء. وفقًا لتفسير سوفوروف لنظرية الثورة الدائمة، كان على النظام الشيوعي توسيع واحتلال العالم بأسره من أجل البقاء. وإلا، فإن النظام سوف يفشل في صراع سلمي و/ أو عسكري مع البلدان «الرأسمالية» المحيطة. عارض ستالين وغيره من القادة السوفييت هذا، وتم تطهير المسؤولين رفيعي المستوى الذين دعموا «الثورة الدائمة» من الحزب الشيوعي في الاتحاد السوفيتي. أعلن ستالين علنًا أن «الانتصار النهائي للاشتراكية... لا يمكن تحقيقه إلا على نطاق دولي».[11] في ظل هذه النظرية، بدأ القادة السوفيت الاستعدادات لحرب عدوانية واسعة النطاق. أعلنوا رسميًا تمسكًا بنظرية «الاشتراكية في بلد واحد»، والتي بموجبها يمكن أن تفوز الاشتراكية في بلد واحد، دون أن يتم الإطاحة بها على الفور من قبل الجيران الرأسماليين العدائيين. سوف تساعد هذه الدولة الرائدة الحركات الثورية في الدول الأخرى. في كلتا الحالتين، كانت عقيدة ما قبل الحرب السوفيتية تستند إلى نظرية الماركسية اللينينية القائلة بأن الرأسمالية سيتم الإطاحة بها من خلال الثورة الشيوعية.
- قام الاتحاد السوفيتي باستعدادات مكثفة لحرب عدوانية مستقبلية خلال عشرينيات وثلاثينيات القرن الماضي. سوفوروف يقدم تحليلا مستفيضا حول استعدادات ستالين للحرب. ووفقًا لسوفوروف، كان من المفترض أن تكون هناك ثلاث مراحل لخطة خمسية تعد الاتحاد السوفيتي للحرب. كانت المرحلة الأولى تركز على الجماعية، بينما تركز الثانية على التصنيع، وستركز المرحلة الثالثة على عسكرة البلد.
- صعد ستالين التوترات في أوروبا من خلال توفير مزيج من الدعم الاقتصادي والعسكري لألمانيا فايمار، وفيما بعد إلى ألمانيا النازية (انظر العلاقات بين الاتحاد السوفيتي وألمانيا قبل عام 1941). بعد الحرب العالمية الأولى، حاول الحلفاء فرض قيود شديدة على فايمار ألمانيا لمنعها من إعادة التسلح وتحول مرة أخرى إلى تهديد عسكري كبير. خلال «أوائل العشرينات حتى عام 1933، كان الاتحاد السوفيتي منخرطًا في تعاون سري مع الجيش الألماني لتمكينه من الالتفاف على أحكام معاهدة فرساي»، التي حدت من إنتاج ألمانيا العسكري. سمحت موسكو للألمان بإنتاج واختبار أسلحتهم على الأراضي السوفيتية، بينما حضر بعض ضباط الجيش الأحمر دورات الأركان العامة في ألمانيا. أساس هذا التعاون كان معاهدة رابالو، الموقعة بين البلدين في عام 1922، والتفاعلات الدبلوماسية اللاحقة. انتهى هذا التعاون عندما تولى النازيون المناهضون للشيوعية السلطة في عام 1933. ولكن، وفقًا لسوفوروف، في الأعوام 1932-1933، «ساعد ستالين هتلر في الوصول إلى السلطة بمنع الشيوعيين الألمان من الاتحاد في قضية مشتركة مع الاشتراكيين الديمقراطيين ضد النازيين في الانتخابات البرلمانية». يدعي سوفوروف أن خطة ستالين ورؤيته كانت أن قدرة هتلر على التنبؤ وأفكاره الرجعية العنيفة جعلت منه مرشحًا لدور «كاسحة الجليد» للثورة الشيوعية. من خلال بدء الحروب مع الدول الأوروبية، كان هتلر يثبت صحة دخول الاتحاد السوفيتي إلى الحرب العالمية الثانية عن طريق مهاجمة ألمانيا النازية و«تحرير» السوفيتية وأوروبا بأسرها. عند إبرام معاهدة مولوتوف-ريبنتروب في عام 1939، كان ستالين «يعتمد بوضوح على تكرار حرب الاستنزاف التي اندلعت في 1914-1918، والتي من شأنها أن تترك البلدان» الرأسمالية «مستنفدة إلى درجة أن الاتحاد السوفيتي يمكن أن يكتسح أوروبا دون معارضة تقريبًا» (انظر أيضًا خطاب ستالين في 19 أغسطس 1939).
- وفقًا لسوفوروف وآخرين، خطط ستالين دائمًا لاستغلال الصراع العسكري بين الدول الرأسمالية لصالحه. وقال في وقت مبكر من عام 1925 أن «الصراعات والصراعات والحروب بين أعدائنا... حليفنا الكبير... وأكبر مؤيد لحكومتنا وثورتنا» و «إذا اندلعت الحرب، فلن نجلس بأذرع مطوية - يجب أن نأخذ المجال، لكننا سنكون آخر من فعل ذلك. وسنفعل ذلك من أجل رمي العبء الحاسم على المقياس».[12]
- بدأت الحرب العالمية الثانية من قبل الاتحاد السوفياتي وألمانيا النازية، والتي أصبحت من المتحاربين بعد توقيع اتفاق مولوتوف-ريبنتروب. كان جوهر هذا الاتفاق في البروتوكولات السرية التي قسمت أوروبا إلى مناطق نفوذ، وأزالت العازلة البولندية بين ألمانيا والاتحاد السوفيتي. بعض البلدان التي سقطت في منطقة النفوذ السوفيتي - إستونيا ولاتفيا - كانت محتلة. الفرق بين هذه الدول الصغيرة، التي احتلتها وضمها الاتحاد السوفيتي، وبولندا (التي هاجمتها ألمانيا في البداية) كان أن بولندا كانت لديها ضمانات للمساعدة العسكرية من بريطانيا العظمى وفرنسا.
- خطط ستالين لمهاجمة ألمانيا النازية من الخلف في يوليو 1941، بعد أسابيع قليلة فقط من التاريخ الذي وقع فيه غزو المحور للاتحاد السوفيتي. وفقًا لسوفوروف، فإن الجيش الأحمر قد أعاد نشره بالفعل من موقع دفاعي إلى موقف هجومي. يذكر سوفوروف أيضًا أن ستالين لم يقم بأي استعدادات دفاعية كبرى.
- حددت معلومات هتلر استعدادات الاتحاد السوفيتي لمهاجمة ألمانيا. لذلك، قام الفيرماخت بصياغة خطة حرب استباقية بناءً على أوامر هتلر في منتصف عام 1940، بعد فترة وجيزة من الضم السوفياتي لبيسارابيا وبوكوفينا الشمالية. في 22 يونيو 1941، بدأ المحور هجومًا على الاتحاد السوفيتي.

## ردود الفعل والنقد
بينما يتفق معظمهم على أن ستالين قام باستعدادات مكثفة لحرب في نهاية الأمر وأنه استغل الصراع العسكري في أوروبا لصالحه، ولكن التأكيدات بأن ستالين خطط لمهاجمة ألمانيا النازية في صيف عام 1941، وأن عملية بارباروسا كانت ضربة استباقية من قبل هتلر كانت غير مقنعة.
|                                        | ألمانيا | الاتحاد السوفياتي | نسبة    |
| -------------------------------------- | ------- | ----------------- | ------- |
| التشكيلات                              | 128     | 174               | 1 : 1.4 |
| شؤون الموظفين                          | 3459    | 3289              | 1.1 : 1 |
| البنادق ومدافع الهاون                  | 35928   | 59787             | 1 : 1.7 |
| الدبابات (بما في ذلك البنادق الهجومية) | 3769    | 15687             | 1 : 4.2 |
| الطائرات                               | 3425    | 10743             | 1 : 3.1 |

المصدر: جدول فرصة ستالين الضائعة ميخائيل ميلتيوكوف 43,45,46,47، 
يشير مؤيدو نظرية «الخطط الهجومية السوفيتية» أيضًا إلى حقائق مختلفة، مثل نشر اقتراح جورجي جوكوف في 15 مايو 1941،  والذي دعا إلى ضربة سوفيتية ضد ألمانيا، لدعم موقفهم. اقترحت هذه الوثيقة تعبئة سرية ونشر قوات الجيش الأحمر بجانب الحدود الغربية، تحت غطاء التدريب. ومع ذلك، جادل روبن إدموندز بأن موظفي التخطيط في الجيش الأحمر ما كانوا ليقوموا بعملهم بشكل جيد إذا لم يفكروا في إمكانية شن ضربة وقائية ضد الفيرماخت الألماني،  بينما أشار تيدي ج. أولدريكس إلى أن هناك لا يوجد دليل على أن اقتراح جوكوف قبله ستالين. دليل آخر هو خطاب ستالين في 5 مايو 1941، عندما تحدث إلى الخريجين العسكريين المتخرجين. أعلن: «الدفاع الجيد يدل على الحاجة إلى الهجوم. الهجوم هو أفضل شكل من أشكال الدفاع. . . . يجب أن ننفذ الآن سياسة سلمية ودفاعية بالهجوم. نعم، دفاع بالهجوم. يجب علينا الآن إعادة تعليم جيشنا وقادتنا. علمهم بروح الهجوم». ومع ذلك، وفقًا لما قاله مايكل جابارا كارلي، يمكن تفسير هذا الخطاب بالمثل على أنه محاولة متعمدة لثني الألمان عن شن غزو.
المؤرخون الروس الآخرون، Iu. Gor'kov ، AS Orlov ، Iu. قام بولياكوف وديمتري فولكوغونوف بتحليل الأدلة المتوفرة حديثًا لإثبات أن القوات السوفيتية لم تكن بالتأكيد جاهزة للهجوم.
كان العقيد الدكتور بافيل ن. بوبيليف  أحد المؤرخين العسكريين من وزارة الدفاع السوفيتية (لاحقًا الروسية) الذي نشر في عام 1993 مواد الألعاب على الخرائط في يناير 1941. أكثر من 60 من كبار الضباط السوفييت لمدة عشرة أيام في شهر يناير، تدربوا على السيناريوهات المحتملة لبداية الحرب مع ألمانيا وحلفائها. تبين هذه المواد أنه لم يتم لعب أي معارك على الأراضي السوفيتية. بدأ العمل فقط عندما هاجم السوفييت («الشرقيون») غربًا من حدودهم، وفي المباراة الثانية («الجنوبي») - حتى من المواقع الموجودة بعمق داخل أرض العدو.

### النقد
من بين المنتقدين البارزين لعمل سوفوروف المؤرخ الإسرائيلي غابرييل غوروديتسكي والمؤرخ العسكري الأمريكي ديفيد غلانتز  والمؤرخون العسكريون الروس ماكموت غاريف وليف بيزيمنسكي وديمتري فولكوغونوف. يتفق العديد من العلماء الغربيين الآخرين، مثل تيدي ج. أولدريكس،  ديريك واتسون،  هيو راجسديل،  روجر ريس،  ستيفن بلانك،  وروبن إدموندز،  على أن سوفوروف نقطة الضعف الرئيسية هي «أن المؤلف لا يكشف عن مصادره» (إنمار أولدبيرغ ) ويعتمد على الأدلة الظرفية. المؤرخ سينثيا أ. روبرتس هو أكثر نقدا، حيث يزعم أن كتابات سوفوروف «ليس لها أي قاعدة إثبات».

### المواقف المعتدلة
في مقال نشر عام 1987 في مجلة Historische Zeitschrift، جادل المؤرخ الألماني كلاوس هيلدبراند بأن كلا من هتلر وستالين كانا يعتزمان الاعتداء على بعضهما البعض في عام 1941. في رأي هيلدبراند، فإن أخبار تجمعات الجيش الأحمر بالقرب من الحدود أدت إلى انخراط هتلر في لعبة Flucht nach («رحلة إلى الأمام» - الاستجابة لخطر عن طريق التقدم واحذ زمام المبادرة بدلاً من التراجع). كتبت هيلدبراند «بشكل مستقل، التقى برنامج الفتح الاشتراكي الوطني ببرنامج أهداف الحرب على المدى البعيد الذي وضعه ستالين عام 1940 على أبعد تقدير».

### الداعمون
في حين انتقد الباحثون الغربيون (استثناءان هما ألبرت ل. ويكس  وآر سي راك ) أطروحة سوفوروف،  فقد حصل على بعض الدعم بين المؤرخين الروس، ابتداءً من التسعينيات. الدعم في روسيا لادعاء سوفوروف بأن ستالين كان يستعد لضربة ضد هتلر في عام 1941 بدأ في الظهور مع رفع السرية عن بعض مواد الأرشيف. المؤلفون الذين يدعمون أطروحة ستالين للاعتداء في عام 1941 هم فاليري دانيلوف،  فرجينيا نيفيزين ‏،  قسطنطين بليشكوف، مارك سولونين  وبوريس سوكولوف. على الرغم من أن اتحاد الجمهوريات الاشتراكية السوفياتية هاجم فنلندا، إلا أنه لم يتم العثور على أي وثائق تشير إلى أن 26 نوفمبر 1939 هو التاريخ المفترض لبدء الاستفزازات أو 30 نوفمبر كتاريخ للهجوم السوفيتي المخطط.
عبر عن رأي واحد ميخائيل ميلتيوخوف في دراسته "فرصة ستالين الضائعة". يذكر المؤلف أن فكرة ضرب ألمانيا نشأت قبل فترة طويلة من مايو 1941، وكانت أساس التخطيط العسكري السوفيتي من 1940 إلى 1941. تقديم دعم إضافي لهذه الأطروحة هو أنه لم يتم العثور على خطط دفاعية مهمة. في حجته، يغطي Meltyukhov خمس نسخ مختلفة من خطة الهجوم ("اعتبارات بشأن النشر الاستراتيجي للقوات السوفيتية في حالة الحرب مع ألمانيا وحلفائها" (الأصل الروسي)، وقد تم تطوير النسخة الأولى منها بعد وقت قصير من اندلاع الحرب العالمية الثانية. كان من المفترض أن تكتمل النسخة الأخيرة بحلول 1 مايو 1941. حتى نشر القوات تم اختياره في الجنوب، وهو ما كان سيكون أكثر فائدة في حالة الهجوم السوفيتي.
يلاحظ مارك سولونين أن عدة أشكال لخطة حرب ضد ألمانيا كانت قد حيكت على الأقل منذ أغسطس 1940. وهو يجادل بأنه في الأرشيف الروسي، هناك خمس نسخ من الخطة العامة للنشر الاستراتيجي للجيش الأحمر وعشر وثائق تعكس تطوير خطط للنشر التشغيلي للمناطق العسكرية الغربية. كانت الاختلافات بينهما طفيفة، جميع الوثائق (بما في ذلك الخرائط التشغيلية الموقعة من نائب رئيس الأركان العامة للجيش الأحمر) هي خطط للغزو بعمق 300 كم. يذكر سولونين أيضًا أنه لم يتم العثور على أي خطط أخرى لنشر الجيش الأحمر في عام 1941 حتى الآن،  وأن تركيز وحدات الجيش الأحمر في الأجزاء الغربية من الاتحاد السوفيتي قد تم وفقًا بشكل مباشر مع "اعتبارات مايو" بشأن خطة النشر الاستراتيجي ":
النشر المخطط والفعلي للجيش الأحمر على الحدود الغربية السوفياتية
|                                          | "الاعتبارات"، 41 مايو  | "المرجع"، 13 يونيو | الحبس الفعلي اعتبارًا من 22 يونيو 1941      |
| ---------------------------------------- | ---------------------- | ------------------ | ------------------------------------------ |
| الجبهة الشمالية                          | ثلاثة جيوش، 21/4/2     | ------ 22/4/2      | 14، 7، 23 الجيوش، 21/4/2                   |
| الجبهة الشمالية الغربية                  | ثلاثة جيوش، 23/4/2     | ------ 23/4/2      | 27، 8، 11، الجيوش، 25/4/4                  |
| الجبهة الغربية                           | أربعة جيوش، 45/8/4     | ------ 44/12/6     | 3، 10، 4، 13 الجيوش، 44/12/12              |
| الجبهة الجنوبية الغربية والجبهة الجنوبية | ثمانية جيوش، 122/28/15 | ------ 100/20/10   | 5، 6، 26، 12، 18، 9، الجيوش، 80/20/10      |
| ستافكا الاحتياطي                         | خمسة جيوش، 47/12/8     | خمسة جيوش، 51/11/5 | 22، 20، 21، 19، 16، 24، 28، الجيوش، 77/5/2 |

ملاحظات: الرقم الأول - إجمالي عدد التشكيلات؛ الرقم الثاني- تشكيلات الدبابات؛ الرقم الثالث-التشكيلات الآلية
وفقًا لخطة التغطية، بعد بدء الأعمال القتالية، تم نقل فرقتين من الجبهة الشمالية الغربية، تم توسيعهما في إستونيا، إلى الجبهة الشمالية.
في حرب الإبادة التي قام بها ستالين، استخدم يواكيم هوفمان على نطاق واسع استجوابات أسرى الحرب السوفيت، والتي تراوحت في المرتبة من العام إلى الخاص، والتي أجراها آسروهم الألمان أثناء الحرب. يعتمد الكتاب أيضًا على المصادر مفتوحة المصدر والأدب غير المصنف والمواد التي تم إلغاء تصنيفها مؤخرًا. بناءً على هذه المادة، يجادل هوفمان بأن الاتحاد السوفيتي كان يقوم باستعدادات نهائية لهجومه عندما ضرب الفيرماخت. درس دانيلوف وهينز ماجنهايمر هذه الخطة وغيرها من الوثائق في أوائل التسعينيات، والتي قد تشير إلى استعدادات السوفيت للهجوم. توصل الباحثان إلى أن خطة جوكوف في 15 مايو 1941 تعكس خطاب ستالين المزعوم بتاريخ 19 أغسطس 1939 الذي يبشر بميلاد الجيش الأحمر الجديد الهجومي.
في عام 2006، تم نشر مجموعة من المقالات (بعنوان حقيقة فيكتور سوفوروف) من قبل مختلف المؤرخين الذين يشاركون بعض الآراء مع سوفوروف. تلا ذلك عدد من التتابعات، ستة اعتبارًا من سبتمبر 2010. في مقال 2009 بعنوان «لا ألوم هتلر وحده لحرب العالمية الثانية»، الصحافي اريك مارغوليس أيد تأكيد سوفوروف أن عملية بارباروسا كانت «الحرب الوقائية» التي فرضت على ألمانيا النازية في هجوم سوفياتي وشيك مزعوم، وأنه من الخطأ إعطاء هتلر «اللوم الكامل» للحرب العالمية الثانية.
في تكملة أخرى للمجموعة، بعنوان الحقيقة الجديدة لفيكتور سوفوروف، دافع أوري ميلشتاين أيضًا عن مواقف سوفوروف.
كما قدم العديد من السياسيين ادعاءات مماثلة لادعاءات سوفوروف. في 20 أغسطس 2004، نشر المؤرخ ورئيس وزراء إستونيا السابق مارت لار مقالًا في صحيفة وول ستريت جورنال بعنوان " متى ستقول روسيا" آسف "؟. في هذا المقال، قال: "إن الأدلة الجديدة تُظهر أنه بتشجيع هتلر على بدء الحرب العالمية الثانية، كان ستالين يأمل في إشعال ثورة عالمية في وقت واحد وقهر أوروبا كلها". رجل دولة سابق آخر يشاركه آرائه في خطة عدوانية سوفيتية مزعومة هو الرئيس السابق لفنلندا ماونو كوفيستو، الذي كتب: "يبدو من الواضح أن الاتحاد السوفيتي لم يكن مستعدًا للدفاع في صيف عام 1941، لكنه كان يستعد لهجوم. . . . القوات التي تم تعبئتها في الاتحاد السوفياتي لم تكن في موقع دفاعي، ولكن لأهداف هجومية". ويختتم كوفيستو قائلاً: "لم يكن عدد قوات هتلر الغازية أكبر من عدد السوفييت. لم يكن السوفييت قادرين على تنظيم الدفاعات. تم تزويد القوات بالخرائط التي غطت مناطق خارج الاتحاد السوفيتي. " 